# Alf Giersing
Alf Erland Giersing (24. december 1882 i Viborg – 21. september 1968) var en dansk officer, kammerherre og godsejer.
Han var søn af rektor Frode Giersing og hustru Elisabeth født Aggersborg, blev student 1901, sekondløjtnant 1904, premierløjtnant ved 2. dragonregiment samme år, i Generalstaben 1913-16, ritmester og chef for Gardehusarregimentets 1. eskadron 1916, stabschef hos ryttergeneralen 1921-30 og var på tjenesterejser til England, Holland og Sverige i 1925-26 og 1927. Giersing blev oberstløjtnant og chef for rytteriets befalingsmandsskoler 1930, tillige chef for Rideskolen 1932, blev oberst og chef for Gardehusarregimentet 1934 og fik afsked fra Hæren 1942.
Alf Giersing var desuden medlem af bestyrelsen for A/S J. Moresco 1952-57 og ejer af Davrup hovedgård fra 1942. Giersing var Kommandør af Dannebrogorden og bar Medaljen for Druknedes Redning og en række udenlandske ordener.
Han blev gift 14. juli 1916 med Ruth Friedericia Moresco (30. marts 1895 i København - 19. januar 1952), datter af grosserer Carl Moresco (1863-1940) og hustru Else født Langheld (1872-1924).